# Eveliina Summanen
Eveliina Anna Maria Summanen (nacida el 29 de mayo de 1998) es una futbolista profesional finlandesa que juega como centrocampista para el Tottenham Hotspur FCW de la Women's Super League y para la selección nacional de Finlandia.

## Carrera
Comenzó su carrera en el HJK Helsinki y se proclamó campeona de la Copa de Finlandia Femenina con el club en 2017.
En enero de 2019, se trasladó al KIF Örebro DFF del otro lado del Mar Báltico. Se estableció rápidamente como titular, pero cambió al Kristianstads DFF después de solo un año.
A pesar de una derrota por 1-2 en casa en el último partido de la temporada, no lograron asegurar el segundo lugar, pero como terceras, aún se clasificaron para la Liga de Campeones Femenina de la UEFA 2021-22, ya que a partir de esa temporada, las seis principales naciones obtienen tres plazas de inicio.
Sin embargo, tuvieron que pasar por la fase de clasificación, donde perdieron en la final de la primera ronda ante el Girondins Bordeaux. En la temporada 2021, nuevamente terminaron en tercer lugar, lo que permitiió al Kristianstads DFF intentarlo nuevamente en la Liga de Campeones Femenina de la UEFA 2022-23.
Sin embargo, Summanen se trasladó al Tottenham Hotspur FCW en enero de 2022, donde firmó un contrato hasta 2023 con opción a otro año. El 17 de noviembre de 2023, firmó una nueva extensión de contrato que duraría hasta 2026.
| Año       | Club                  | Apariciones | Goles |
| --------- | --------------------- | ----------- | ----- |
| 2011–2016 | PEPO Lappeenranta     |             |       |
| 2016–2018 | HJK Helsinki          | 63          | 8     |
| 2019      | KIF Örebro DFF        | 21          | 3     |
| 2020–2022 | Kristianstads DFF     | 33          | 4     |
| 2022–     | Tottenham Hotspur FCW | 46          | 4     |

Apariciones y goles en la liga nacional del club, actualizados al 21 de abril de 2024.

## Selección nacional
Participó en las clasificatorias para la Eurocopa Femenina Sub-17 y Sub-19 de 2015, 2016 y 2017, pero nunca logró clasificarse para la fase final.
Debutó en la selección absoluta en 2017. En la Clasificación de UEFA para la Copa Mundial Femenina de Fútbol de 2019, tuvo cuatro apariciones y anotó un gol, pero su equipo solo logró el tercer lugar.
En febrero de 2021, Finlandia se clasificó nuevamente para una fase final, con Summanen jugando en los ocho partidos de clasificación y anotando el gol ganador en el primer partido contra Escocia.
En los primeros seis partidos de Clasificación de UEFA para la Copa Mundial Femenina de Fútbol de 2023, fue titular en todos y anotó dos goles en el sexto partido contra Georgia.
El 9 de junio de 2022, fue nominada para la fase final de la Eurocopa Femenina 2022.
| Año   | Categoría | Apariciones | Goles |
| ----- | --------- | ----------- | ----- |
| 2017– | Absoluta  | 58          | 15    |

Partidos internacionales y goles de selecciones nacionales, actualizados al 21 de noviembre de 2023.